# Drosophila starmeri
Drosophila starmeri este o specie de muște din genul Drosophila, familia Drosophilidae, descrisă de Wasserman, Koepfer și Ward în anul 1973.
Este endemică în Venezuela. Conform Catalogue of Life specia Drosophila starmeri nu are subspecii cunoscute.